# Nevickei vár
A nevickei vár (ukránul Невицький замок [Nyevickij zamok]) Ungvártól északkeletre található, az Ung-folyó völgyében, Nevicke közelében.

## Története

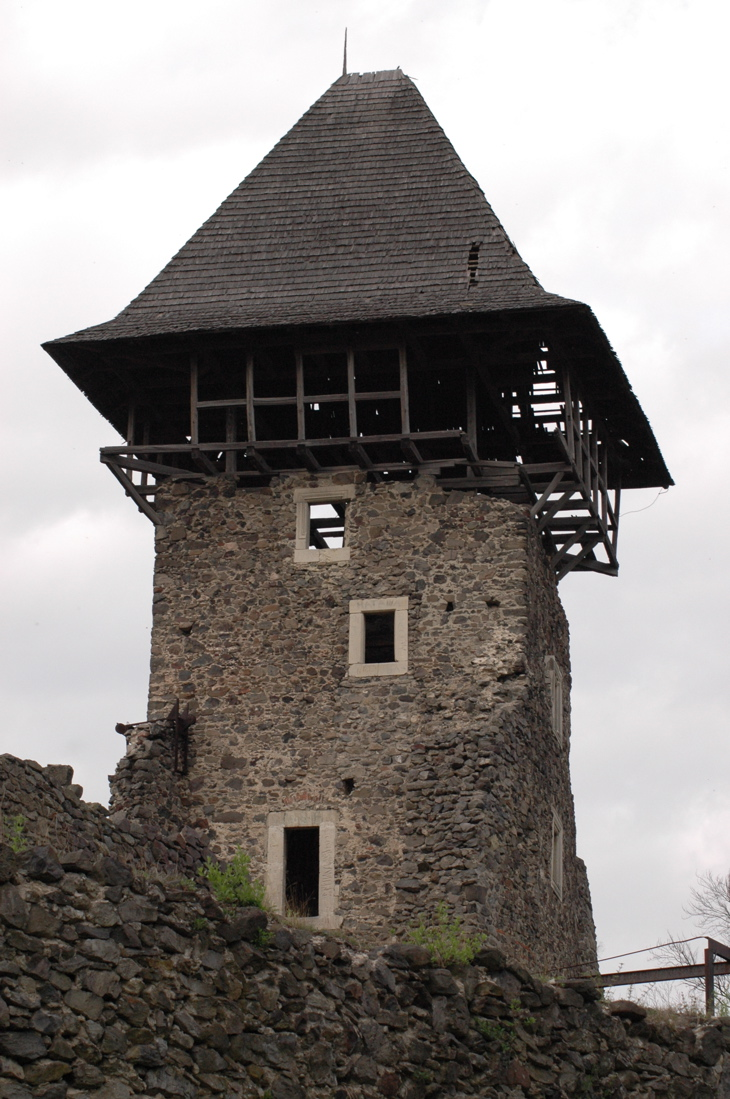
A vár lakótornya

A nevickei vár területén végzett régészeti kutatások bebizonyították, hogy már a korai vaskorban lakott volt ez a vidék.
A várat a legenda szerint még a magyarok bejövetele előtt egy szláv hercegnő építette, róla nevezték el állítólag a szláv eredetű „nevisztka” (menyasszony) szóból „menyasszonyvárnak”.
Történelmi okmányokban a vár először 1274-ben szerepel. Bevehetetlen erődítmény volt, három oldalról mély árok védte, nyugat felőli oldala meredek lejtő tetején állt. Az alsó árok mögött állt a két kerek bástyával szegélyezett belső várfal, mögötte még egy mély árok húzódott, amely több részre osztotta a legfontosabb erődítményeket. A felső vár közepén tágas udvar állt.
A vár az Ung völgyét védte. Rajta keresztül vezetett az a fontos kereskedelmi út, amely Galíciával és Lengyelországgal kötötte össze Magyarországot.
A vár sokszor cserélt gazdát. A 14. század elején Aba Amadé birtokába jutott, aki újjáépítette, megerősítette erődítményeit. Az 1317–1318-as években azonban fiai végleg vereséget szenvedtek a királyi hadaktól, és elvesztették jószágaikat. I. Károly király a várat 1332-ben Drugeth János nádornak adta, aki a szepesi várból ide költöztette át a család székhelyét. Addigi erődítményei főleg fából épültek, a Drugethek azonban teljesen átépítették, falait bazaltból és andezitből faragott kövekből emelték. Az átépítés több évtizedet vett igénybe.

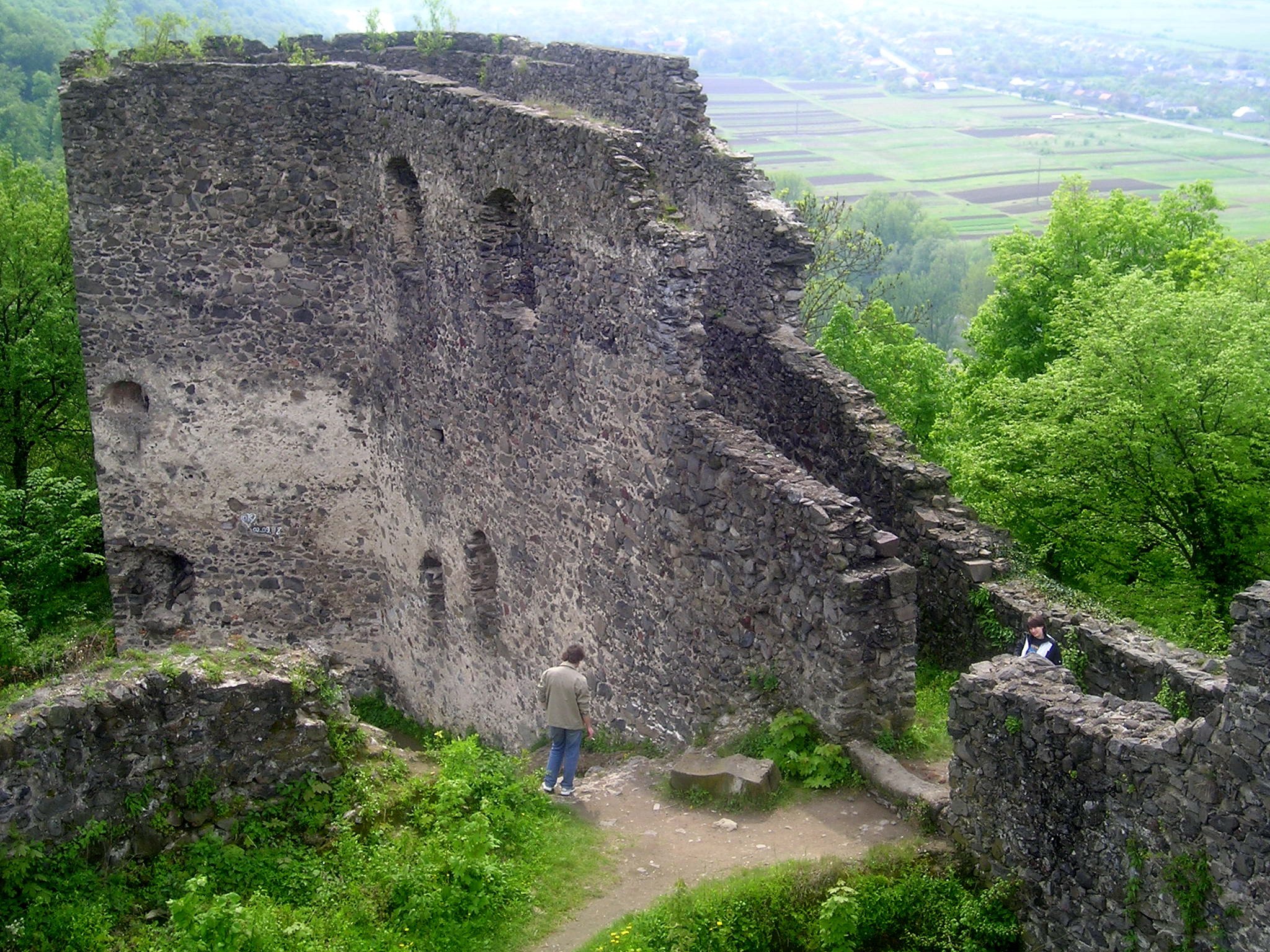
A várfal maradványa

A vár ura 1602-ben Drugeth György lett, aki jelentős szerepet játszott az ellenreformációban és támogatta a jezsuita rendet. Több, Erdély elleni hadjáratban is részt vett, ezért II. Rákóczi György erdélyi fejedelem 1644-ben elfoglalta és leromboltatta a várat. Többé nem építették újjá.
1879-ben hozzáláttak a vár restaurálásához. Benne parkot alakítottak ki, kilátóteret létesítettek, emlékművet emeltek Wagner Károly (1830–1879) ismert magyar erdész tudósnak. A restaurálás elhúzódott és kisebb-nagyobb szünetekkel egészen az első világháborúig tartott. Miután a Felvidéket Csehszlovákiához csatolták, a helyreállítás végleg abbamaradt.